# 글레게르 조르징
글레게르 조르징(Gléguer Zorzin, 1976년 9월 20일~)은 브라질 출신의 축구 지도자이다.
선수 시절 포지션은 골키퍼였으며 1996년 브라질 프로축구 과라니 FC에서 데뷔해 SC 코린치안스 파울리스타, 아소시아상 포르투게자, 크루제이루 EC 등 브라질의 여러 명문 구단을 거쳤으며 그 가운데 과라니 FC와 포르투게자에서 100경기를 소화했다. 또한 청소년 대표팀과 성인 대표팀에도 발탁되기도 했다. 2017년부터 대한민국 K3리그 시흥 시민축구단의 2대 사령탑으로 선임되었다.